# Liste des titres de comtes de la noblesse française
 (juillet 2024).
La liste des titres de comte de la noblesse française recense les titres de comtes héréditaires authentiques et réguliers créés ou reconnus en France, et transmis jusqu’à nos jours de façon régulière en ligne naturelle et légitime et par ordre de primogéniture à partir du premier bénéficiaire.
Ne sont pas compris dans cette liste de titres réguliers :
- Les titres de comte de courtoisie, qui sont des titres ni légaux, ni réguliers.
- Les titres de comte dont les lettres patentes n'ont pas été scellées ou retirées, ou  dont le majorat nécessaire n'a pas été constitué et ne peuvent donc être considérés comme réguliers.

## Présentation de la liste
Les titres sont classés par ordre alphabétique, avec pour chaque titre :
- la date des lettres de création du titre
- La famille bénéficaire du titre et sa région d'origine
- les armes de la famille bénéficiaire du titre
- Le titulaire actuel du titre (descendant en ligne masculine et légitime et par ordre de primogéniture du premier bénéficiaire).

Ne sont pas indiqués ici les autres titres éventuellement portés par les titulaires.
La numérotation pour chaque titulaire démarre au premier bénéficiaire du titre subsistant.

Couronne de comte et pair
Couronne de comte
Toque de comte de l'Empire

## Liste des titres
| Titre comtal                               | Date de création | Famille (région d'origine)          | Blason | Titulaire actuel                                                                                     |
| ------------------------------------------ | ---------------- | ----------------------------------- | ------ | --- |
| - Comte d'Aboville et de l'Empire          | 26 mai 1808      | d'Aboville (Normandie)              |        | Gérard d'Aboville, 7e comte d'Aboville[réf. nécessaire] né le 5 septembre 1945                       |
| - Comte d'Alton                            | 5 avril 1860     | d'Alton (Irlande)                   |        | Yorick d'Alton, 5e comte d'Alton[réf. nécessaire] né le 12 janvier 1950                              |
| - Comte de Mollans                         | 1713             | d'Amédor de Mollans (Franche-Comté) |        | Éric, comte de Mollans                                                                               |
| - Comte d'Andlau                           | 1750             | d'Andlau (Alsace)                   |        | Antoine-Henry d'Andlau-Hombourg, 9e comte d'Andlau[réf. nécessaire] né le 26 avril 1956              |
| - Comte d'Astorg                           | 30 août 1825     | d'Astorg (Toulouse)                 |        | Louis d'Astorg, 7e comte d'Astorg[réf. nécessaire] né le 1 juin 1947 (77 ans)                        |
| - Comte Begouën et de l'Empire             | 21 décembre 1808 | Begouën (Normandie)                 |        | André Begouën-Demeaux, 7e comte Begouën[réf. nécessaire]                                             |
| - Comte Begouën                            | 9 septembre 1861 | Begouën (Normandie)                 |        | Maxence Begouën, 7e comte Begouën[réf. nécessaire] né en 1961                                        |
| - Comte de Bourqueney                      | 10 décembre 1859 | Bourqueney (Doubs)                  |        | Philippe de Bourqueney, 6e comte de Bourqueney[réf. nécessaire]                                      |
| - Comte de Bresson                         | 8 juillet 1865   | Bresson (Lorraine)                  |        | Henri de Bresson 8e comte de Bresson                                                                 |
| - Comte d'Humières                         | 17 mars 1869     | Humières (Rouergue)                 |        | François d'Humières, 8e comte d'Humières[réf. nécessaire]né en 1948                                  |
| - Comte de Lambel                          | 20 janvier 1830  | Label de Lambel (Meuse)             |        | Alexandre de Label de Lambel, 6e comte de Lambel[réf. nécessaire]                                    |
| - Comte de Lapanouse                       | 5 novembre 1827  | de Lapanouse (Rouergue)             |        | Paul de Lapanouse, 6e comte de Lapanouse[réf. nécessaire] né le 2 janvier 1944                       |
| - Comte Liger-Belair                       | 24 février 1825  | Bocquillon Liger-Belair (Bourgogne) |        | Louis Bocquillon Liger-Belair, 7e comte Liger-Belair[réf. nécessaire] né le 5 octobre 1978           |
| - Comte d'Ableiges                         | 1648             | Maupéou (Paris)                     |        | Gilles VII de Maupeou d'Ableiges, 10e comte d'Ableiges                                               |
| - Comte Taillepied de Bondy et de l'Empire | 14 février 1810  | Taillepied de Bondy (Normandie)     |        | Georges-Amaury Taillepied de Bondy, 6e comte Taillepied de Bondy[réf. nécessaire] né le 25 juin 1965 |
| - Comte de Ribes                           | 7 juillet 1816   | Ribes                               |        | Jean de Ribes, 7e comte de Ribes                                                                     |
| - Comte de Tocqueville                     | 5 novembre 1827  | Clérel de Tocqueville (Normandie)   |        | Hubert Clérel de Tocqueville, 8e comte de Tocqueville[réf. nécessaire] né en 1962                    |